# Антериво
Антери́во (итал. Anterivo, бав. Faltrui, ладинск. и вен. Nantarù), также Альтра́й (нем. Altrei) — коммуна в Италии, располагается в регионе Трентино — Альто-Адидже, в провинции Больцано.
Население составляет 390 человек (2008 г.), плотность населения составляет 35 чел./км². Занимает площадь 11 км². Почтовый индекс — 39040. Телефонный код — 0471.
Покровительницей коммуны почитается святая Екатерина Александрийская, празднование 25 ноября.

## Демография
Динамика населения: